# Sarcophaga stygia
Sarcophaga stygia är en tvåvingeart som beskrevs av Zumpt 1951. Sarcophaga stygia ingår i släktet Sarcophaga och familjen köttflugor. Inga underarter finns listade i Catalogue of Life.